# Francesco Costanzo Cattaneo
Pour les articles homonymes, voir Cattaneo.

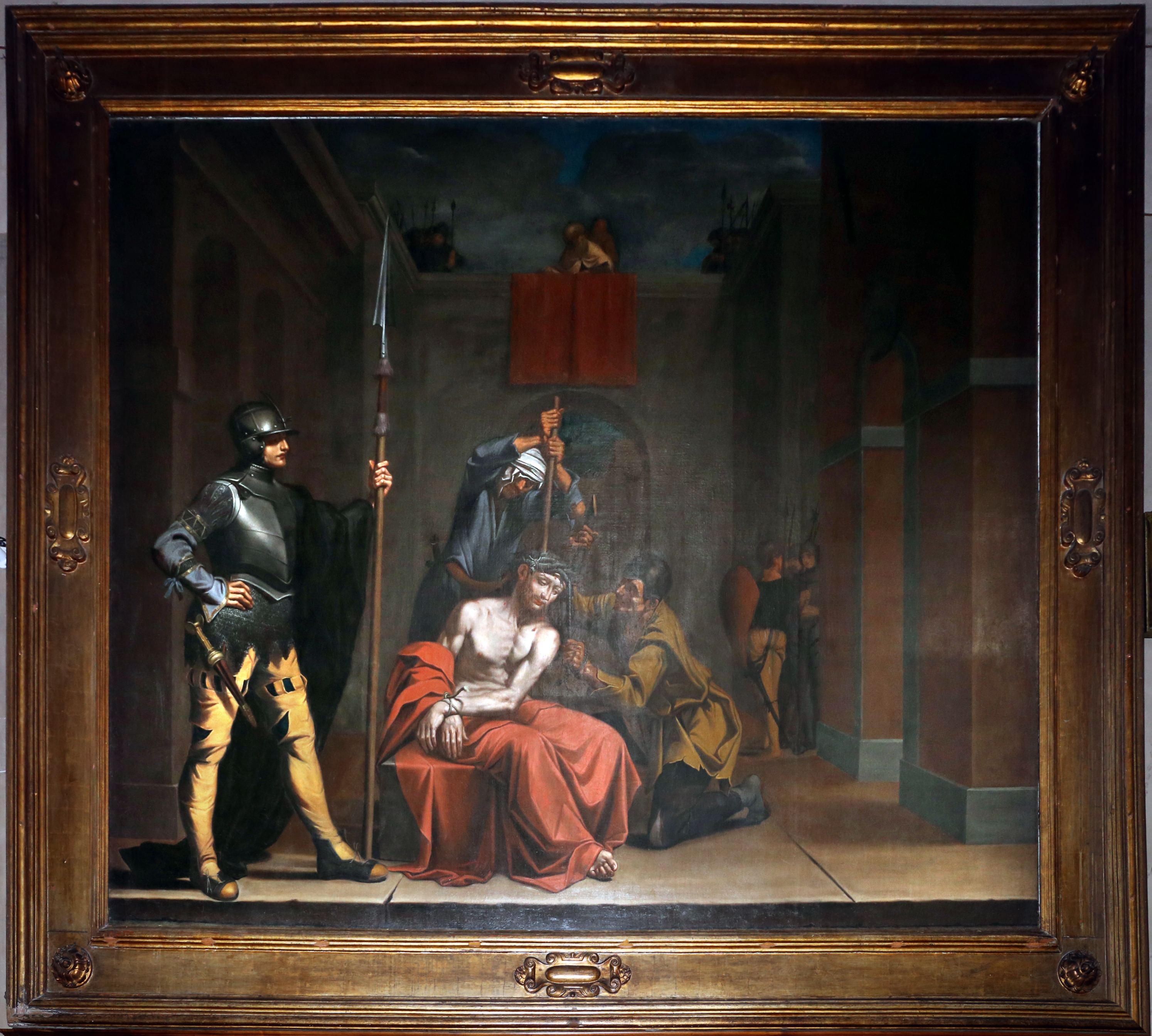
Christ mocked, San Giorgio, Ferrara

 Francesco Costanzo Cattaneo  connu aussi sous les noms de Costanzo ou Costanza Cattanio  (né en 1602  à Ferrare en Émilie-Romagne, mort le 3 juillet 1665 dans cette même ville est un peintre italien baroque actif à Ferrare au XVIIe siècle.

## Biographie
Costanzo Francesco Cattaneo s'est formé avec Scarsellino (Ippolito Scarsella) à Ferrare, ensuite il a passé quelque temps à Bologne toujours avec Scarsellino, puis a travaillé auprès de Guido Reni. Personnage turbulent et querelleur il finit par tomber en disgrâce et doit s'exiler pendant la plus grande partie de sa vie. Après avoir blessé un soldat, Cattaneo a dû se refugier au monastère de San Francesco, où il était employé pour la peinture des fresques. En 1654, il s'est rendu à Rome sous le haut patronage du Cardinal Carlo Pio.

## Œuvres
- la passion, une couronne d'épines,(autel de la chapelle du Crucifix à San Giorgio à Ferrare).
- Saint - Mathieu détruisant les idoles et Annonciation , (église du Santo Spirito).
- Prière dans le jardin de Gesthemane, (chœur de l'église de San Benedetto).
- Saint - Louis rejetant la couronne ducale (initialement pour le Gesu,finalement pour l'église San Stefano).
- Flagellation(1624) et Ecce Homo ,(église de San Giorgio à Ferrare)
- Christ en prière sur la montagne, (église de San Benedetto).

## Sources
- (en) Cet article est partiellement ou en totalité issu de l’article de Wikipédia en anglais intitulé « Francesco Costanzo Cattaneo » (voir la liste des auteurs).